# Szabás
Szabás là một thị trấn thuộc hạt Somogy, Hungary. Thị trấn này có diện tích 18,11 km², dân số năm 2010 là 660 người, mật độ 36 người/km².